# Give It Back!
Give It Back! je šesté studiové album americké kapely The Brian Jonestown Massacre, které vyšlo v roce 1997 u vydavatelství Bomp! Records.

## Nahrávání
Na albu se objevuje hudebník Peter Hayes, který později založil kapelu Black Rebel Motorcycle Club, na dalších albech BJM už nespolupracoval.
Natáčení alba bylo filmováno pro dokumentární film Dig! V samotném filmu se však objevuje jen pár záběrů z této session. Více záběrů z nahrávání je možno zhlédnout na druhém disku 2DVD, které obsahuje nahrávání skladby „Not If You Were the Last Dandy on Earth“, záběry z nahrávání kytar pro píseň „Servo“, a zpěvů pro skladbu „Super-Sonic“. V posledně jmenované písni se objevují samply skladby „Be-In“ kapely The Dandy Warhols z alba ...The Dandy Warhols Come Down.
Skladba „Not If You Were the Last Dandy on Earth“ se objevuje v soundtracku filmu Zlomené květiny režiséra Jima Jarmusche.

## Seznam skladeb
1. „Super-Sonic“ – 5:15
2. „This Is Why You Love Me“ – 1:55
3. „Satellite“ – 3:39
4. „Malela“ – 3:09
5. „Salaam“ – 1:44
6. „Whoever You Are“ – 4:41
7. „Sue“ – 8:30
8. „(You Better Love Me) Before I Am Gone“ – 3:35
9. „Not If You Were the Last Dandy on Earth“ – 2:46
10. „#1 Hit Jam“ – 4:55
11. „Servo“ – 3:23
12. „The Devil May Care (Mom & Dad Don't)“ – 6:04
13. „Their Satanic Majesties' Second Request (Enrique's Dream)“ – 5:35

## Obsazení
- Anton Newcombe – zpěv, kytara, basa, bicí, klávesy, sitar
- Matt Hollywood – basa, zpěv, kytara
- Jeffrey Davies – kytara
- Peter Hayes – kytara
- Joel Gion – perkuse
- Miranda Lee Richards – zpěv, kytara
- Jussi Tegelman – bicí
- Adam Hamilton – bicí
- Raugust – flétna